# Katō Tōkurō

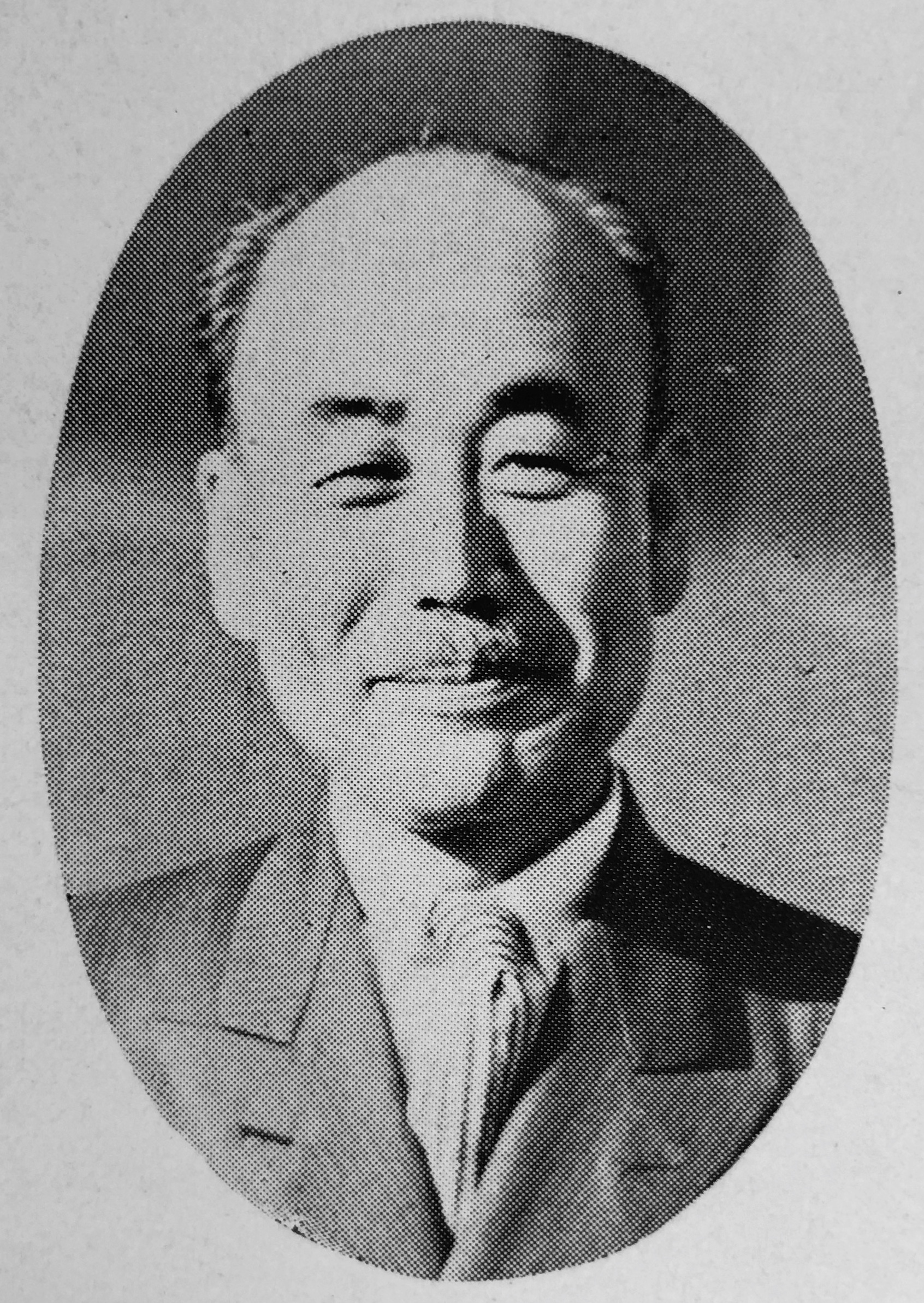
Katō Tōkurō

Katō Tōkurō (japanisch 加藤 唐九郎, eigentlicher Name Katō Shōkurō (加藤 庄九郎); geboren 19. Juli 1897 in Seto in der Präfektur Aichi; gestorben 24. Dezember 1985 in Nagoya) war ein japanischer Keramik-Künstler.

## Leben und Werk
Katō Tōkurō, geboren in eine Familie mit langer Töpfer-Tradition, lernte schon als Kind töpfern und machte sich bereits mit 15 Jahren selbstständig. 1935 errichtete er einen Brennofen in der Stadt Nagoya. Katō spielte eine wichtige Rolle bei der Gründung der „Japan Ceramics Society“ (日本陶磁協会, Nihon tōji kyōkai) im Jahr 1947.
1959 erhielt ein Gefäß, von dem man annahm, dass es aus der Einin-Zeit (永仁; 1293–1296) stammte, die Auszeichnung als „Wichtiges Kulturgut Japans“ durch ein Komitee, dem auch Katō angehörte. Es kam zu einem Skandal, nachdem einige Forscher das Alter anzweifelten und Katō schließlich zugeben musste, dass er selbst das Gefäß 1937 geschaffen hatte. Die Auszeichnung wurde natürlich zurückgenommen, Katō zog sich aus allen öffentlichen Ämtern zurück.
Katō war jedoch weiterhin aktiv und gestaltete Keramik in verschiedenen Stilen, von Shinō-Keramik, Oribe-Keramik, schwarz-braunem Seto, Karatsu-Keramik, Iga-Keramik bis hin zur Shigaraki-Keramik.
Katō ist auch als Autor einer Reihe von Artikeln und Büchern zum Thema Keramik bekannt. So verfasste er „Yakimono no zuihitsu“ (やきもの随筆) – etwa „Essays zur Keramik“ – und gab das Genshoku tōki daijien (原色陶器大辞典) – etwa „Großes Lexikon zur Keramik in Grundfarben“ – heraus.